# دست‌بند (زینتی)

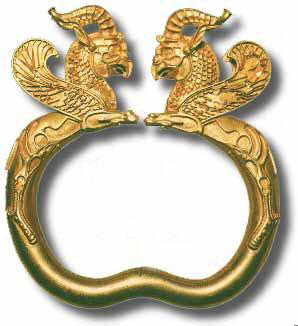
یک دستبند زینتی از ایران هخامنشی.

دستبند یک نوع وسیلهٔ تزئینی است که انسان‌ها بر گِرد مچ دست خود می‌بندند. بیشتر، از آن برای زیباسازی ظاهری استفاده می‌شود، اما در بسیاری از موارد نیز دستبند می‌تواند نمایان‌گر نماد و یا مفاهیمی باشد.
دستبند ممکن است از جنس فلز، چرم، پارچه یا پلاستیک ساخته شود. گاهی در ساخت آنها از چوب، سنگ و صدف نیز استفاده می‌شود.
از دستبندها گاه برای مقاصد پزشکی یا شناسایی نیز استفاده می‌شود، مانند دستبند آلرژی در بیمارستان‌ها و کلینیک‌ها.

## پیدایش
با آنکه بازوبند ممکن است مانند این گونه زیورآلات باشد، اما بازوبند به دور بازو و در پایین شانه قرار می‌گیرد. با این حال، نام انگلیسی این زیورآلات Bracelet از ریشۀ یونانی Brachile به معنی «از بازو» می‌باشد که اشاره‌ای به بازوبند دارد.

## گونه‌های دستبند زینتی
گونه‌های دستبندهای زینتی، زیورآلاتی هستند که برای تزیین و زیبایی مچ دست از آنها استفاده می‌شود. گونه‌های دستبند می‌تواند بر اساس شکل و یا مواد تشکیل‌دهندۀ اجزای آن، دسته‌بندی شوند:
دستبند مهره‌ای: دستبند مهره‌ای که به نام دستبند مرواریدی نیز شناخته می‌شود، از مهره‌های سنگی، شیشه‌ای، چوبی، فلزی، پلاستیکی و حتی هستۀ میوه تشکیل می‌شوند که با گذراندن نخ و یا کش از درونِ آنها درست می‌شوند. دستبند کشی به خاطر حالت کششی که دارد، به راحتی اندازۀ هر مچی می‌شود، معمولا اندازه ندارد و البته اندازۀ بچگانۀ آن با بزرگسال متفاوت است. و در صورت استفاده از نخ، معمولاً از نوعی گره و یا قفل و قلاب استفاده می‌شود.
دستبند آویزدار: برای تزئینات دستبند می‌توان از یک یا چند آویز و پلاک و زنگولۀ زینتی استفاده کرد.
دستبند چرمی: در تولید دستبندهای چرمی از چرم طبیعی، مصنوعی و یا رابر استفاده می‌شود و معمولاً با پلاک‌های نمادین (پلاک نماد ماه تولد، پلاک اسم و …) تزئین می‌شوند. قفل دستبندهای چرمی می‌تواند از نوع ساعتی، قفل جعبه‌ای، دکمه‌ای و گرۀ کشویی باشد.
دستبند زنجیری: دستبندهای زنجیری با تکه‌ای از زنجیر معمولاً قطور درست می‌شوند و در عین سادگی زیبا هستند. نوعی از دستبندهای زنجیری که به نام دستبند کارتیه رایج شده‌اند، در رنگ‌های طلایی، نقره‌ای، مشکی، دورنگ و … و بافت‌های گوناگون عرضه می‌شوند.
دستبند النگویی: دستبندهای النگویی، همان‌طور که از نامشان پیداست، مانند النگو هستند و گاه به صورت یک دایرۀ کامل (بسته) و گاه به صورت نیم‌دایره (باز) ساخته می‌شوند، و بیشتر، از جنس فلزها مانند استیل، برنجی، آلومینیومی و حتی مسی می‌باشند که هر کدام زیبایی و گاهی ویژگی‌های خود را دارند. نوع باز این دستبندها میان مردم به نام خَلخال، غلط مصطلح شده‌است.
دستبند جفتی آهنربایی: در سال‌های کنونی از یک جفت مَگنِتی که به شکل‌های گوناگون مانند دست و قلب تولید می‌شوند، به دو عدد دستبند و یا گردنبند وصل می‌شوند که آنها را به نوعی متصل می‌کند و نماد عشق و دوستی است.